# Scolopendra canidens
Scolopendra canidens jest niewielkim gatunkiem, który między innymi możemy spotkać w południowej Europie. Dorosłe osobniki osiągają maksymalnie 8cm długości. Dość łatwo rozpoznać ten gatunek po ubarwieniu. Głowa w ciemnopomarańczowej tonacji, karapaks oraz nogi zazwyczaj jasnożółte, nieraz wręcz barwy słomkowej, albo lekko popadając w zieleń, szczególnie nogi. Najcharakterystyczniejszą cechą tego gatunku są ciemne plamy biegnące pośrodku karapaksu znacząc końcówkę każdego tergitu. Anteny posiadające 18-23 człony, z czego pierwsze 5-6 jest połyskujące.
Scolopendra canidens występuje w Europie, północno-wschodniej Afryce oraz południowo-zachodniej Azji. Spotkamy ją na Cykladach, w Egipcie, Libii, czy na bliskim wschodzie. W Europie biotop w którym występuje to typowy biotop basenu Morza Śródziemnego; roślinność to lasy i zarośla krzewiaste - makia

## Synonimy
- Scolopendra affinis (Newport, 1844)
- Scolopendra aralocaspia (Kessler, 1876)
- Scolopendra cyrenaica (Verhoeff, 1908)
- Scolopendra lopadusae (Pirotta, 1878)
- Scolopendra spinigera (Newport, 1844)
- Scolopendra canidens puncticornis (Brolemann, 1930)
- Scolopendra dalmatica africana (Verhoeff, 1908)
- Scolopendra oraniensis africana (Attems, 1902)